# Threshold Limit Value
I Threshold Limit Value (ovvero "valore limite di soglia" o TLV) sono le concentrazioni ambientali delle sostanze chimiche aerodisperse al di sotto delle quali, allo stato delle conoscenze scientifiche del momento nel quale tali concentrazioni vengono determinate, si ritiene che la maggior parte dei lavoratori possa rimanere esposta ripetutamente giorno dopo giorno, per una vita lavorativa, senza alcun effetto negativo per la salute.
I valori di TLV relativi alle varie sostanze vengono pubblicati ogni anno dall'associazione americana degli igienisti industriali (ACGIH), insieme agli Indici Biologici di Esposizione, e ripresi in Italia sotto l'autorizzazione della stessa ACGIH, dall'AIDII (Associazione Italiana degli Igienisti Industriali). Sono espressi solitamente in valori ponderali (mg/m3) o in valori volumetrici (parti per milione ppm) e vengono aggiornati nel tempo, con l'avanzare della ricerca scientifica nel settore dell'igiene del lavoro.

## Definizione
L'esigenza di stabilire dei Valori limite di soglia, deriva dal fatto che sia negli ambienti di vita che in quelli di lavoro si è spesso esposti ad agenti chimici, la quale presenza seppur minima può avere effetti gravi per la salute.
Sebbene i TLV siano un riferimento importante per il lavoratore, è necessario tenere presente che questi non rappresentano il confine oltre il quale si manifesta materialmente un danno alla salute, così come non rappresentano una soglia universalmente valida per ogni individuo. Pertanto devono essere utilizzati come indice di raccomandazione per la prevenzione dei rischi in ambiente di lavoro.
Esistono numerose possibili motivazioni per un aumento della suscettibilità individuale ad una o più sostanze chimiche, inclusi ad esempio l'età, il sesso, l'etnia, fattori genetici (predisposizione), stili di vita e abitudini personali, cure mediche o preesistenti condizioni di disturbo della salute (ad es.: aggravio dell'asma o di disturbi cardiocircolatori).
La suscettibilità può dipendere anche dall'attività che il soggetto compie (lavoro pesante o leggero) o di esercizio e se queste vengono svolte a temperature troppo calde o fredde. La Documentazione per ogni TLV adottato quindi deve essere studiata ricordando che altri fattori possono modificare la risposta biologica.

## Categorie di TLV
Esistono tre tipi di TLV:
- TLV-TWA (time-weighted average): esprime la concentrazione limite, calcolata come media ponderata nel tempo (8 ore/giorno; 40 ore settimanali), alla quale quasi tutti i lavoratori possono essere esposti, giorno dopo giorno, senza effetti avversi per la salute per tutta la vita lavorativa.
- TLV-STEL (short-term exposure limit): è il valore massimo consentito per esposizioni brevi - non oltre 15 minuti - ed occasionali - non oltre quattro esposizioni nelle 24 ore, intervallate almeno ad un'ora di distanza l'una dall'altra. Il TLV-STEL è la concentrazione alla quale si ritiene che quasi tutti i lavoratori possano essere esposti per breve periodo senza che insorgano: irritazione, danno cronico o irreversibile ai tessuti, effetti tossici dose risposta, narcosi di grado sufficiente ad accrescere le probabilità di infortuni o di influire sulle capacità di mettersi in salvo o ridurre materialmente l'efficienza lavorativa. Il TLV STEL non protegge necessariamente da questi effetti se viene superato il TLV-TWA. Il TLV-STEL non costituisce un limite di esposizione separato indipendente, ma piuttosto integra il TLV-TWA di una sostanza la cui azione tossica sia principalmente di natura cronica, qualora esistano effetti acuti riconosciuti
- TLV-C (ceiling): concentrazione che non deve essere superata durante qualsiasi momento dell'esposizione lavorativa. Si tratta di valori limite da applicare per le esposizioni istantanee, che non devono superare per alcuna ragione nel corso del turno di lavoro. L'ACGIH (American Conference of Governmental Industrial Hygenists) è del parere che i limite di concentrazione indicati per prevenire irritazione non debbano essere considerati meno vincolanti di quelli raccomandati per evitare l'insorgenza di un danno per la salute. Sono sempre più frequenti le constatazioni che l'azione irritativa può avviare, facilitare o accelerare un danno per la salute attraverso l'interazione con altri agenti chimici o biologici o attraverso altri meccanismi.